# Hela Sverige bakar, säsong 12 (2023)
Den tolfte säsongen av Hela Sverige bakar spelades in på Ulriksdals slott, vilket var nytt för årets säsong. Likt föregående säsong sändes programmet på TV4, med start den 27 september 2023  med programtiden 21:00 på onsdagar. Programledare är Tina Nordström och Johan Östling samt jurymedlemmarna Johan Sörberg och Elisabeth Johansson.

## Deltagare
| Deltagare                   | Ålder | Bostad      | Sysselsättning   | Resultat |
| --------------------------- | ----- | ----------- | ---------------- | -------- |
| Carla von Hofsten           | 26    | Solna       | Studerande       | Vinnare  |
| Evelina Hallqvist Silverudd | 36    | Tofteryd    | Undersköterska   |          |
| Felicia Fagerman            | 29    | Sexdrega    | Lärarstudent     |          |
| Ida Linander                | 36    | Hedesunda   | Nagelterapeut    |          |
| Jonatan Tollow              | 35    | Sundsvall   | Urolog           |          |
| Malahat Farzan              | 25    | Helsingborg | Bankrådgivare    |          |
| Malin Lager                 | 46    | Bankeryd    | Forskare         |          |
| Parisa Jakobsson            | 45    | Stockholm   | EFlyganställd    |          |
| Simon Lagerkvist            | 30    | Vallentuna  | Servicerådgivare |          |
| Tommie Wennberg             | 42    | Stockholm   | Affärsutvecklare |          |

## Källhänvisningar
1. ↑  ””Hela Sverige bakar” byter slott: ”Dags för en förändring””. Aftonbladet. https://www.aftonbladet.se/nojesbladet/tv/a/pQbA8W/hela-sverige-bakar-byter-slott. Läst 1 juli 2025.
2. ↑  ”Hela Sverige bakar – alla deltagare 2023”. Aftonbladet. https://press.tv4.se/post/hela-sverige-bakar-alla-deltagare-2023. Läst 1 juli 2025.
3. ↑  ”Hela Sverige bakar – alla deltagare 2023”. TV4.se. https://press.tv4.se/post/hela-sverige-bakar-alla-deltagare-2023. Läst 1 juli 2025.
4. ↑  ”Vinner ”Hela Sverige bakar” – efter Gustav Vasa-utmaningen”. Aftonbladet. https://www.aftonbladet.se/nojesbladet/a/15lQpX/final-i-hela-sverige-bakar-2023-carla-von-hofsten-vinner. Läst 1 juli 2025.